# Ilmenau

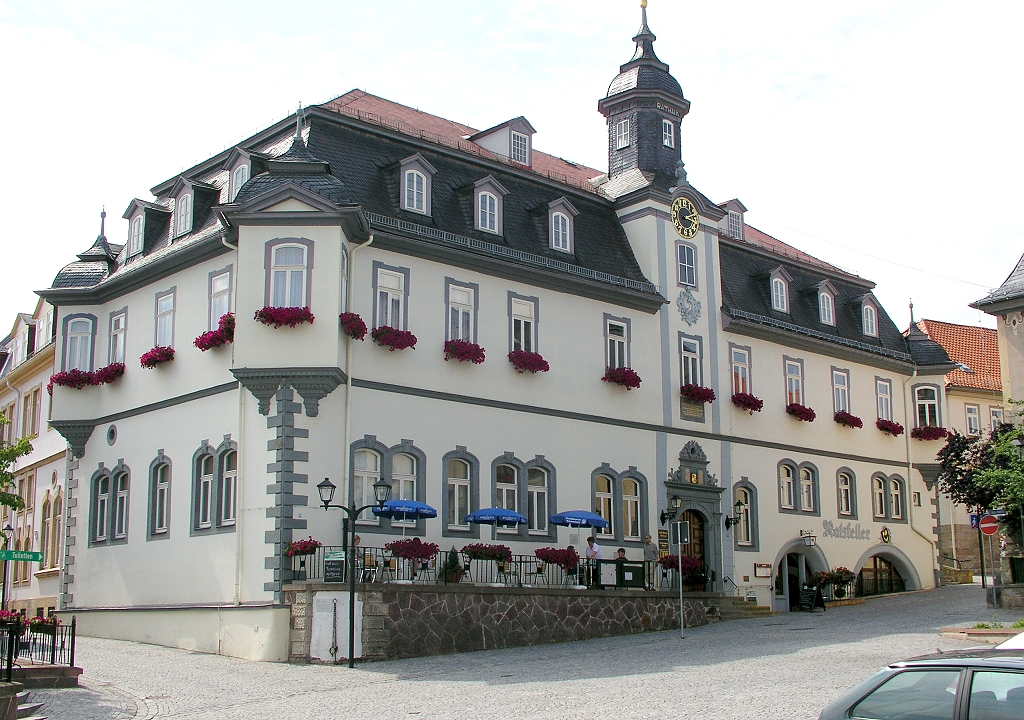
Ratusz

Ilmenau – miasto uniwersyteckie w Niemczech, w kraju związkowym Turyngia, w powiecie Ilm, u podnóża Lasu Turyńskiego.
6 lipca 2018 do miasta przyłączono miasto Langewiesen wraz z gminami Gehren, Pennewitz oraz częściami (Ortsteil): Gräfinau-Angstedt, Wümbach i Bücheloh zlikwidowanej gminy Wolfsberg. Stały się one automatycznie dzielnicami miasta. 1 stycznia 2019 do miasta przyłączono gminy Frauenwald oraz Stützerbach.

## Gospodarka
W mieście rozwinął się przemysł szklarski, porcelanowy, precyzyjny, elektrotechniczny, metalowy oraz zabawkarski. 

## Geografia

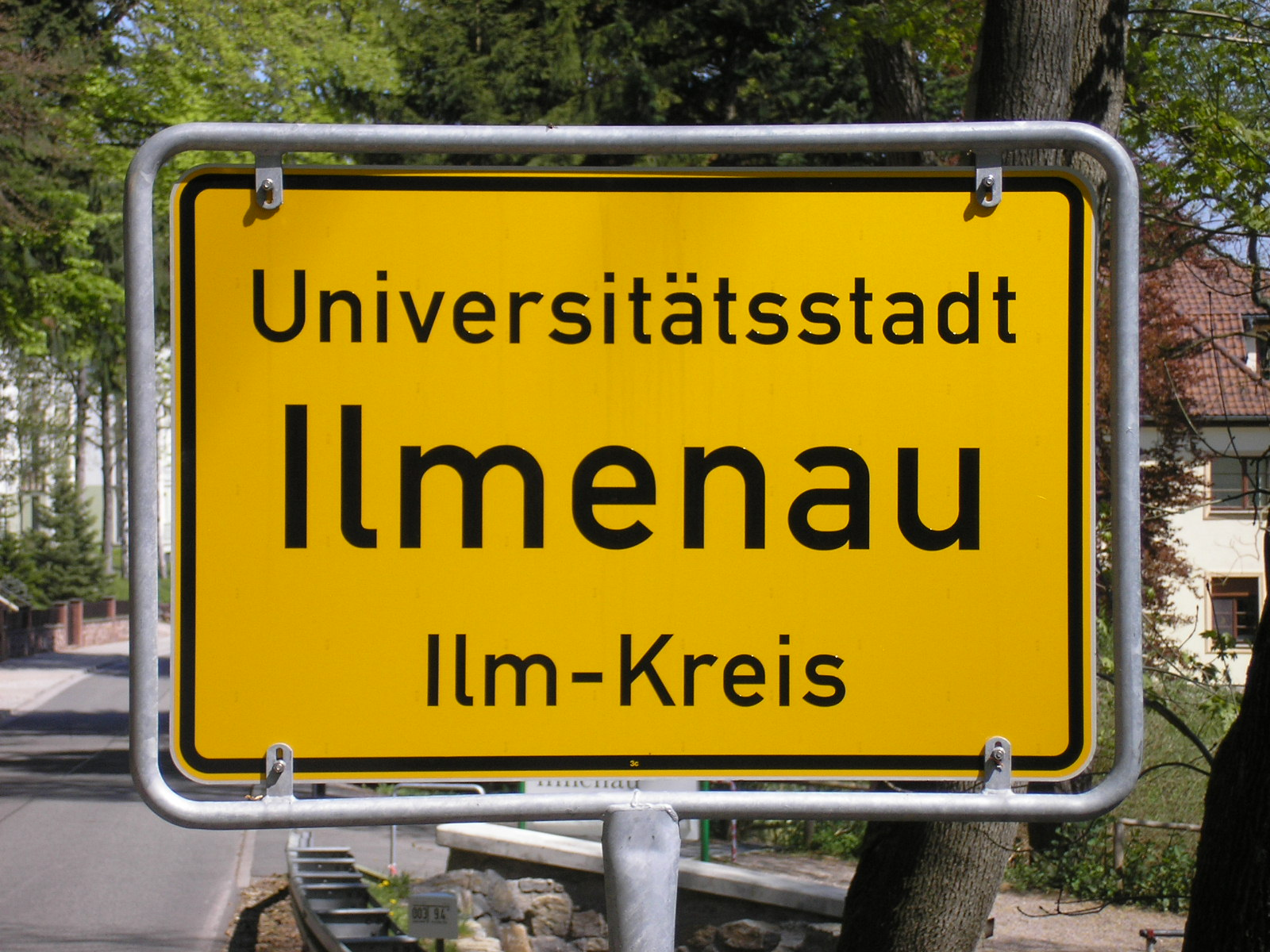
Znak drogowy z nazwą miasta

### Administracyjne części miasta
- Heyda
- Manebach
- Oberpörlitz
- Roda
- Unterpörlitz

### Najbliższe miasta
- Erfurt – 40 km na północ od Ilmenau
- Gotha – 40 km na północny zachód
- Weimar – 50 km na północny wschód
- Arnstadt – 25 km na północ
- Saalfeld/Saale – 35 km na wschód
- Rudolstadt – 35 km na wschód
- Sonneberg – 50 km ma południowy wschód
- Coburg – 60 km na południe
- Suhl – 20 km na południowy zachód
- Meiningen – 40 km na południowy zachód

### Strefa zurbanizowana
Wokół miasta żyje ok. 80 000 ludzi na łącznej powierzchni 540 km². Centrum strefy jest Ilmenau, w którym znajdują się szkoły, sklepy i inne ważne budynki. Największe miejscowości położone w strefie to Gräfenroda (3 600 mieszkańców), Königsee (3 500 mieszk.), Gehren (3 300 mieszk.) i Langewiesen (3 200 mieszkańców).

## Historia
Pierwsza wzmianka o Ilmenau pochodzi z 1273 roku. W 1341 roku miejscowości zostały nadane prawa miejskie. Po pożarze w roku 1752, który całkowicie strawił miasto, zostało następnie przebudowane w duchu baroku. Architektem był Gottfried Heinrich Krohne (1703-1756). Od 1994 roku Ilmenau należy do powiatu Ilm.

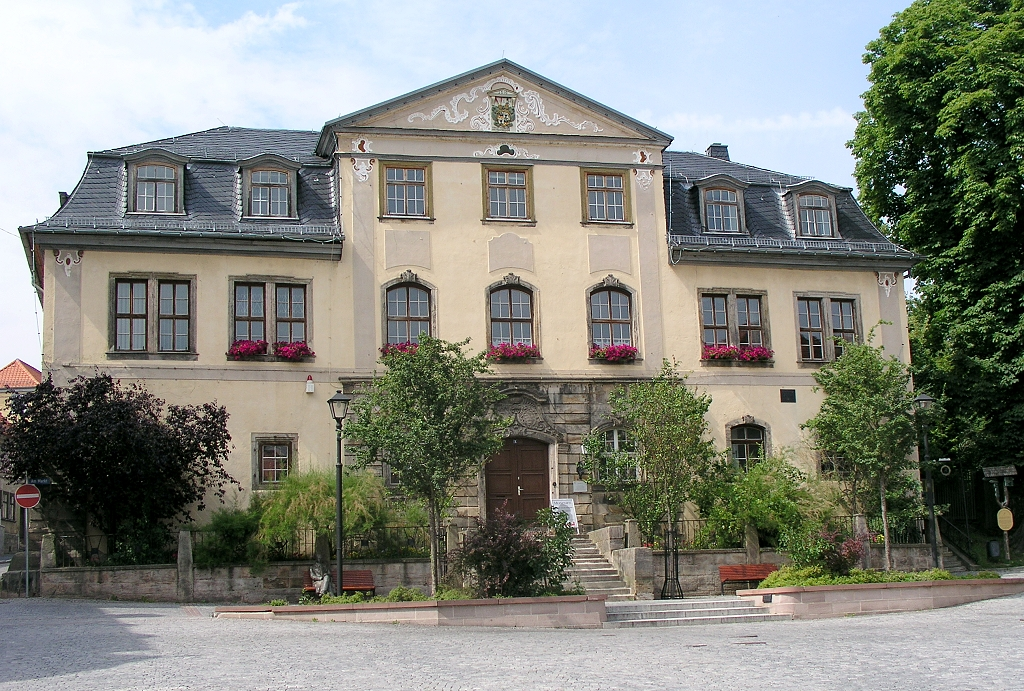
Amtshaus budował Gottfried Heinrich Krohne

## Współpraca
Miejscowości partnerskie:
- Blue Ash, Stany Zjednoczone
- Homburg, Saara
- Târgu Mureș, Rumunia
- Wetzlar, Hesja

## Demografia
- 1799: 2.001
- 1849: 2.791
- 1875: 3.760
- 1885: 5.483
- 1900: 10.419
- 1925: 13.614
- 1940: 17.279
- 1945: 21.862
- 1961: 17.000
- 1977: 22.700
- 1981: 28.749
- 1987: 29.500
- 1995: 28.514
- 2000: 27.176
- 2005: 26.713
- 2006: 26.540